# Michaelstein
Michaelstein ist der Name einer ehemaligen Gemeinde, die heute zu der Stadt Blankenburg (Harz), Landkreis Harz, Sachsen-Anhalt, Deutschland gehört.

## Geografische Lage
Michaelstein liegt im Nordharz, westlich in der Stadt Blankenburg (Harz) und ist etwa 600 m von der Oesig und 2,5 km vom Stadtgebiet Blankenburgs entfernt. Michaelstein befindet sich in einer Talsenke (260 m ü. NN) und wird südlich, westlich und nördlich von Bergen des nördlichen Harzrandes begrenzt.

## Sonstiges

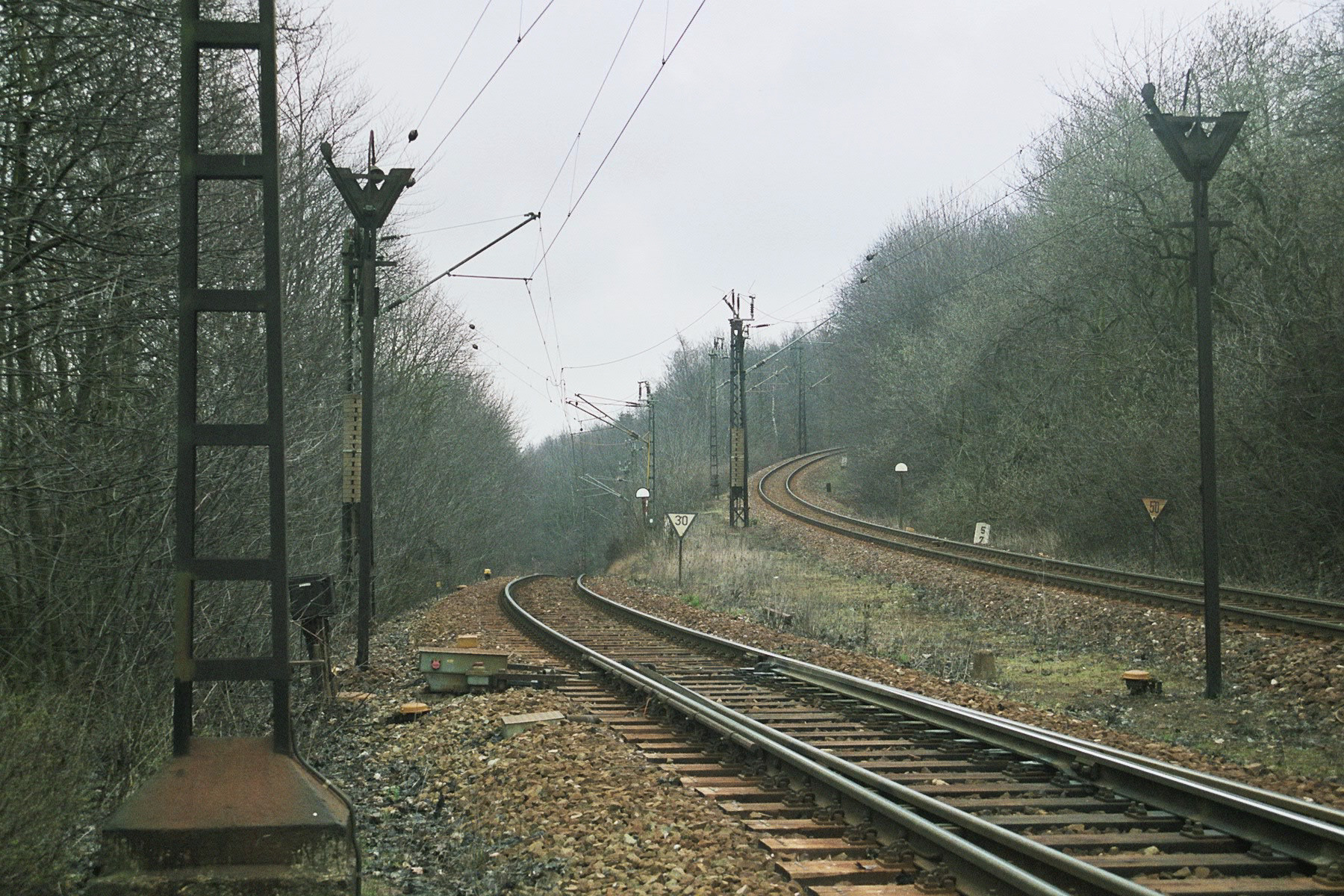
Einfahrt zum Bahnhof Michaelstein von Osten

Im Gebiet Michaelstein liegt das Kloster Michaelstein.
Des Weiteren befindet sich im Ortsgebiet der stillgelegte Kalksteinbruch am Mönchemühlenteich, ein Geotop mit Formationen aus dem Unteren Muschelkalk und dem Unter-Campan.
Michaelstein hat außerdem einen Bahnhof, der knapp 1 km entfernt auf einer Anhöhe des Staufenbergs liegt. Seit Dezember 2005 wird der Bahnhof nicht mehr im Personenverkehr bedient. Dieser Bahnhof, früher „Bast Michaelstein“ genannt, ist Teil der Rübelandbahn und als Spitzkehre ausgelegt. Die ungewöhnlich großen Gleislängen von 450 m sind dem Ausbau der Strecke in den 1960er Jahren geschuldet, da auf der Rübelandbahn sehr lange Güterzüge (Kalktransporte) verkehrten. Die Betriebsführung ist nach Einbau von Rückfallweichen vereinfacht worden. Die Züge fahren grundsätzlich mit Schiebelok und brauchen nicht mehr umfahren zu werden. Ebenso entfällt auch die Bremsprobe.
Der Ort gehörte zum Landkreis Blankenburg im Land Braunschweig und wurde 1940 nach Blankenburg eingemeindet.